# Raoul Cauvin
Pour les articles homonymes, voir Raoul et Cauvin.
Raoul Cauvin, né le 26 septembre 1938 à Antoing (province de Hainaut) et mort le 19 août 2021 est un scénariste de bande dessinée belge. Il est l'un des scénaristes les plus prolifiques de la bande dessinée franco-belge.
À la fin des années 1960, il crée deux séries d'aventure à succès, Les Tuniques bleues et Sammy. La première, dessinée par Willy Lambil, est toujours l'un des best-sellers de la bande dessinée franco-belge.
Durant les décennies suivantes, il lance plusieurs séries humoristiques, toujours publiées aux Éditions Dupuis : certaines sont arrêtées entre les années 2000 et 2010 : Cupidon (1990) et Les Paparazzi (1996). Puis en juin 2019, est officialisé l'arrêt de plusieurs autres titres, devenus parfois des classiques de la bande dessinée franco-belge : Les Femmes en blanc (1986), Pierre Tombal (1986) et Les Psy (1992).
Sont cependant toujours en cours de publication L’Agent 212 (1975) et Cédric (1986).

## Biographie

### Des débuts discrets chez Dupuis (années 1960)

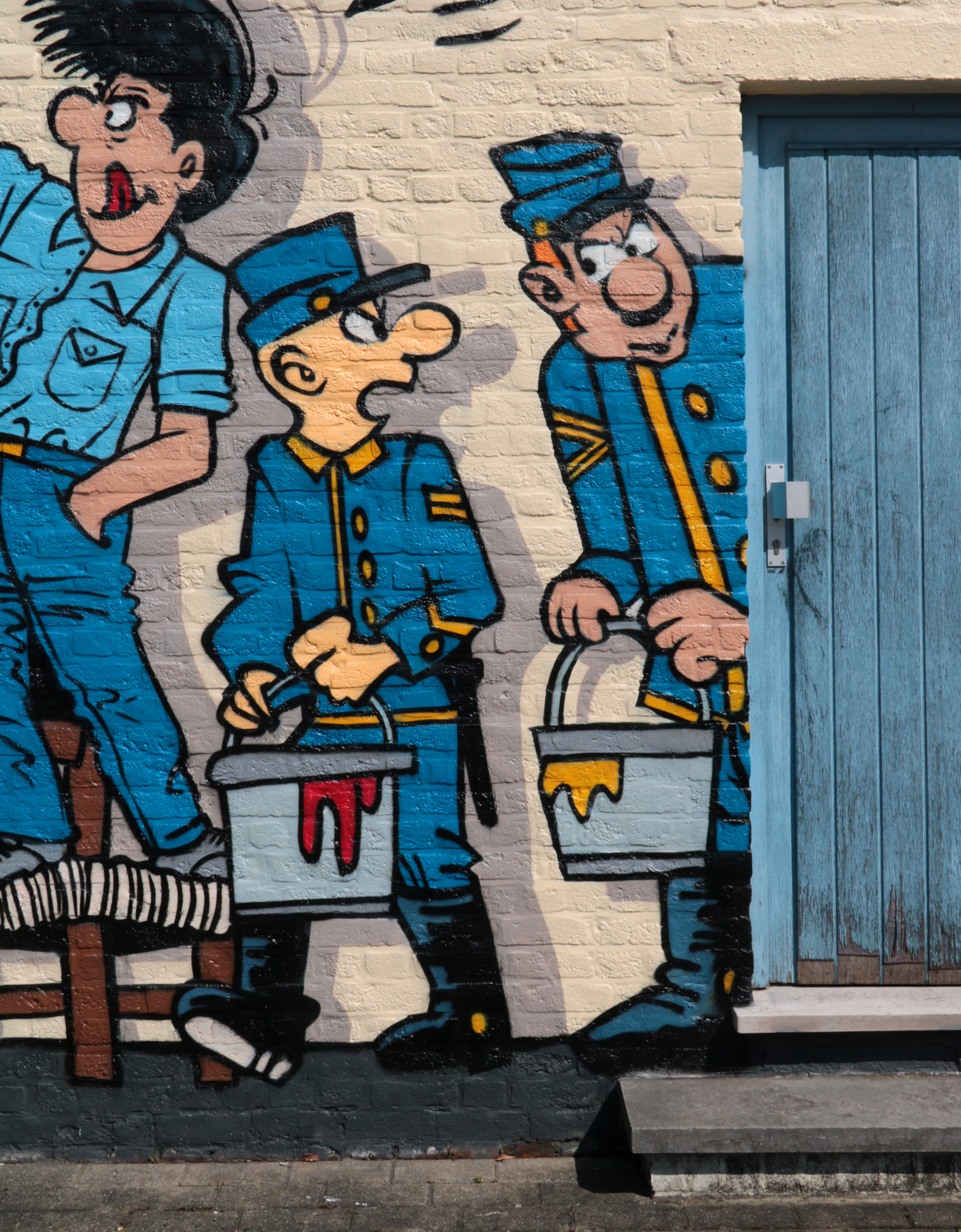
Les Tuniques bleues peintes sur la façade de la Maison de la Citoyenneté à Ottignies durant le festival d'art urbain Fresh Paint OLLN.

Raoul Cauvin suit d'abord des études de lithographie publicitaire à l'Institut Saint-Luc à Tournai, pour découvrir en entrant dans la vie active que cette formation n'a plus aucune utilité depuis la fin des années 1930. Suivent toute une série de petits métiers et notamment un emploi dans une usine de boules de billard.
Il entre aux éditions Dupuis en 1960 comme dessinateur de grilles de mots croisés et lettreur, puis devient caméraman au département dessins animés (TVA) où il reste sept ans. Il s'essaye dès cette époque au dessin, mais sans succès, tout en scénarisant une vingtaine d'épisodes de la série animée Musti (en).
Désireux d'écrire des scénarios, il en présente dès son arrivée à Yvan Delporte, mais il se voit refuser tous ses projets de série jusqu'en 1967. Il arrive néanmoins à placer une première histoire pour un mini-récit dessinée par Charles Degotte en 1964. Suivent quelques autres mini-récits et histoires courtes dessinées par Degotte, Eddy Ryssack, Serge Gennaux, etc. Charles Dupuis, qui apprécie énormément les croquis humoristiques que Cauvin fait de la vie de la rédaction, lui présente Claire Bretécher en 1967 et lui promet une place régulière dans Spirou.
En 1968, Cauvin lance quatre séries. Les aventures des puces Arthur et Léopold avec Carlos Roque et Loryfiand et Chifmol avec Gennaux ne rencontrent aucun succès particulier et cessent en 1969 pour la première, 1973 pour la seconde. Les Naufragés, avec l'alors débutante Claire Bretécher, rencontre un petit succès d'estime grâce à son humour décalé mais s'arrête également assez vite. Profitant du vide laissé par le départ chez Pilote de Lucky Luke, Cauvin lance un western parodique avec Louis Salvérius, jeune auteur qui avait déjà publié quelques planches et mini-récits du genre dans Spirou : Les Tuniques bleues, sa quatrième création de l'année, dans une veine purement humoristique (gags en une demi-planche ou quelques pages au maximum), qui emporte graduellement l'adhésion des lecteurs.
En 1969, il crée avec Mazel Câline et Calebasse (qui devient en 1974 Les Mousquetaires), sa première série d'histoires à suivre, mettant en scène un mousquetaire et son cheval.

### Une place grandissante dansSpirou(années 1970)

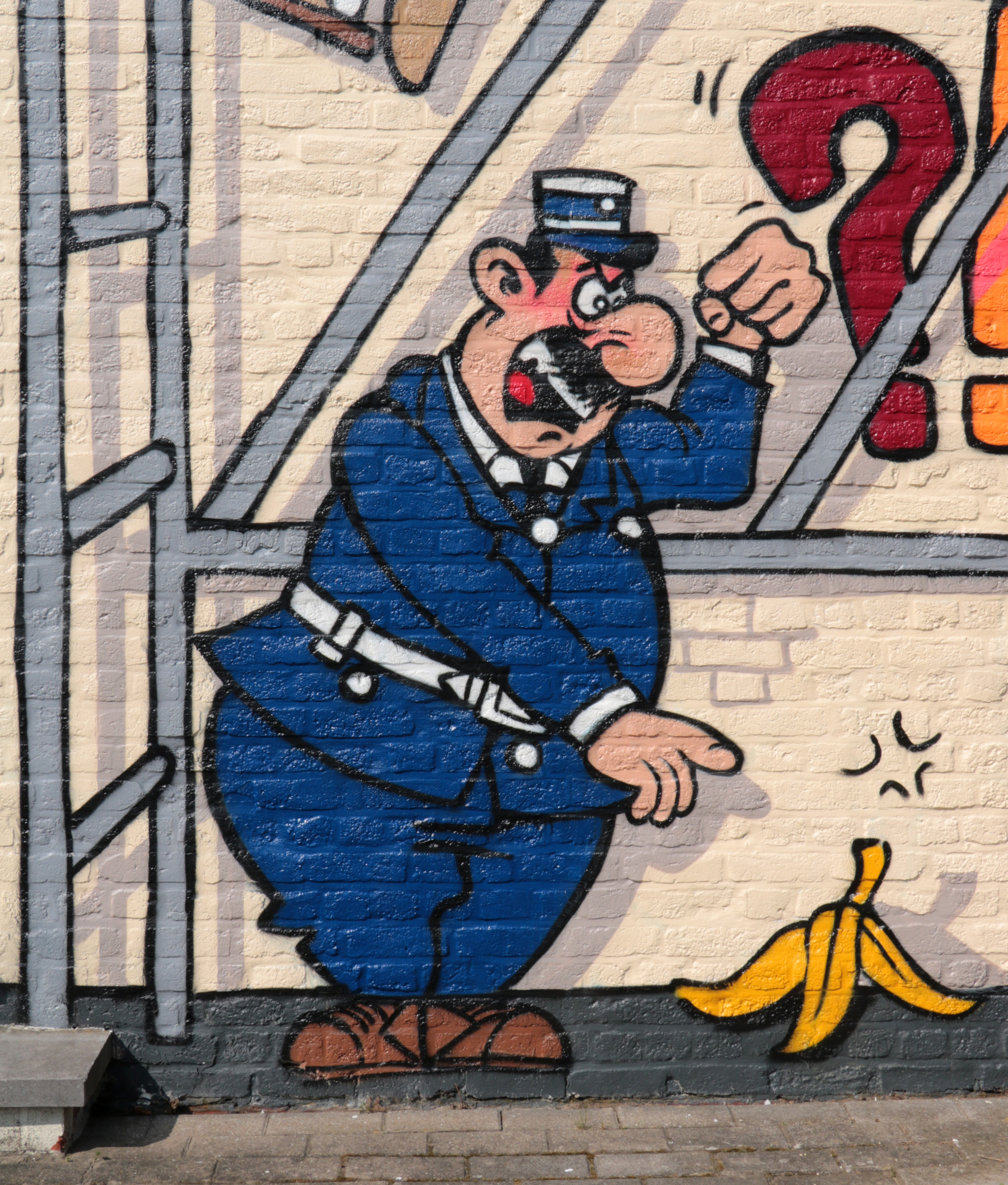
L'Agent 212
(Fresh Paint OLLN).

Le succès grandissant des Tuniques bleues permet à Raoul Cauvin de collaborer à partir de 1970 avec Raymond Macherot sur Mirliton avant de lancer la même année sa seconde série à suivre : Sammy, avec le flamand Berck, qui raconte les aventures humoristiques de « gorilles » à Chicago à l'époque de la Prohibition et du grand banditisme. Fort de cette expérience, il se met à réaliser quelques histoires plus longues des Tuniques bleues, toujours dans une veine très humoristique. Mais en 1972, Louis Salvérius meurt brutalement durant la réalisation de la quatrième histoire longue, Outlaw.
Il propose à Lambil, dessinateur depuis 1959 de la série réaliste Sandy et Hoppy, mais également de la série humoristique Hobby et Koala depuis 1960, de reprendre la série. Fort de son expérience, celui-ci en tire le dessin vers un semi-réalisme qui sied mieux à des scénarios tendant à perdre leur veine purement comique. Il fait de la série un des piliers des éditions Dupuis, qui en publient à la fin de l'année le premier volume en album.
Entre 1973 et 1975, il lance sept nouvelles séries pour l'hebdomadaire. Trois sont assez discrètes : Les Naufragés de l'espace (avec Guy Counhaye, 1973-1978) et Christobald (avec Antoinette Collin, 1975-1978) ne convainquent pas, tandis que Le Vieux Bleu, avec François Walthéry, le très apprécié dessinateur de Natacha, obtient un réel succès d'estime mais ne fait l'objet que d'une quarantaine de planches. Avec Pauvre Lampil, initiée en 1973 avec Lambil, Cauvin lance une série humoristique semi-autobiographique sur les relations entre Lampil, dessinateur de Panty et son Kangourou, et son scénariste Cauvin. Plus adulte que la majorité des séries présentes dans l'hebdomadaire, Pauvre Lampil y est parcimonieusement publiée jusqu'en 1994, avant d'être reprise au milieu des années 2000.
L'Agent 212, créée en 1975 avec Daniel Kox, devient sa première série de gags réellement populaire. Narrant les aventures d'un agent de police assez pataud, elle s'impose durablement dans l'hebdomadaire, étant encore publiée en 2023. Les gags de Godaille et Godasse (avec Jacques Sandron), série napoléonienne, et de Boulouloum et Guiliguili (avec Mazel) ; cette série devient en 1983 Les Jungles Perdues), série mettant en scène un enfant sauvage et son gorille en Afrique, se transforment en 1978 en histoires à suivre. Bien qu'elles durent jusqu'à la fin des années 1980, ces séries sont loin de rencontrer le succès de Sammy et encore moins celui des Tuniques bleues.

### Diversification et succès (années 1980)

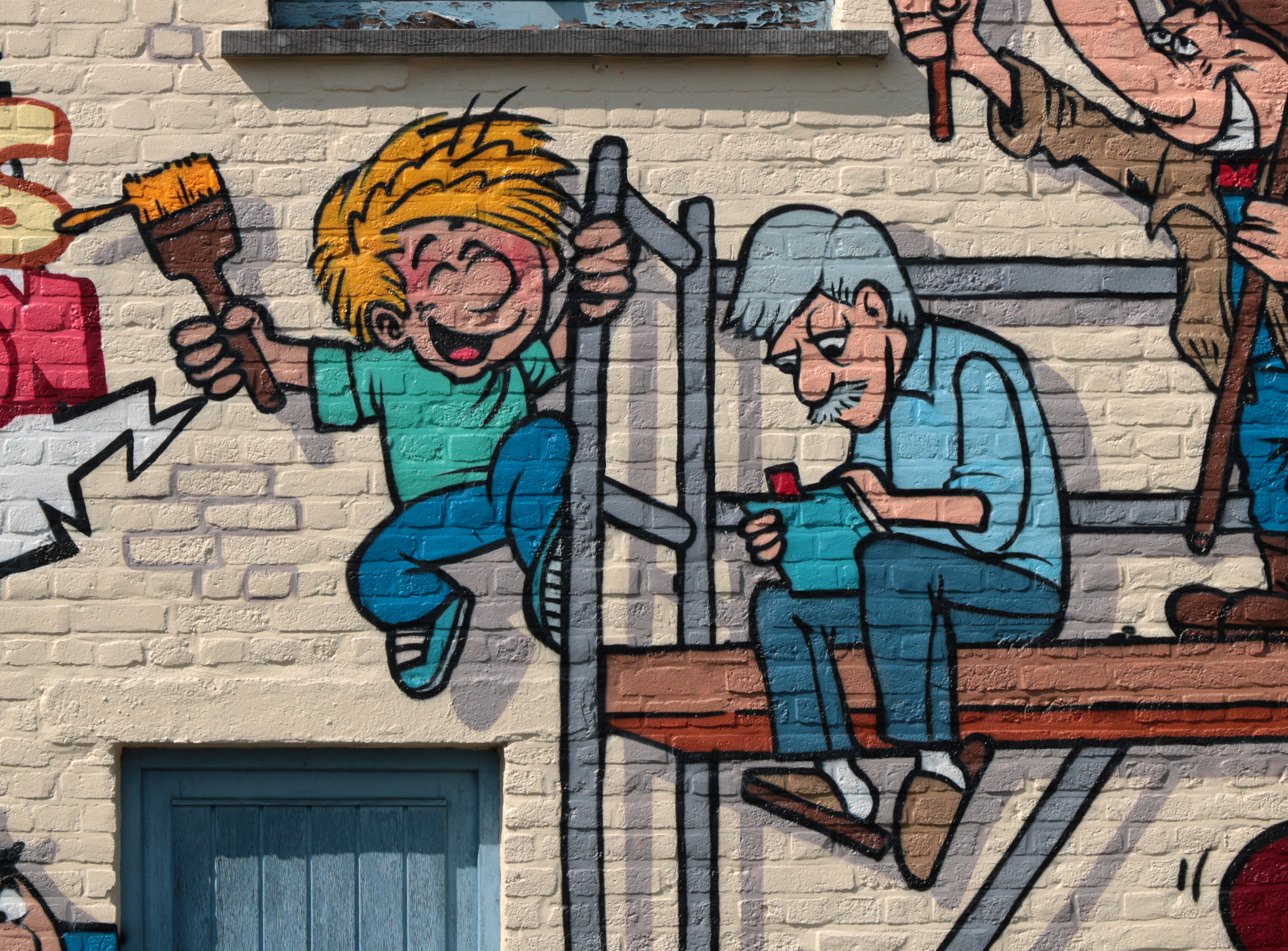
Cédric peint durant le festival de street art Fresh Paint OLLN sur la façade de la Maison de la Citoyenneté à Ottignies, avec son grand-père, représenté sous les traits de Raoul Cauvin, assis sur un échafaudage,,.

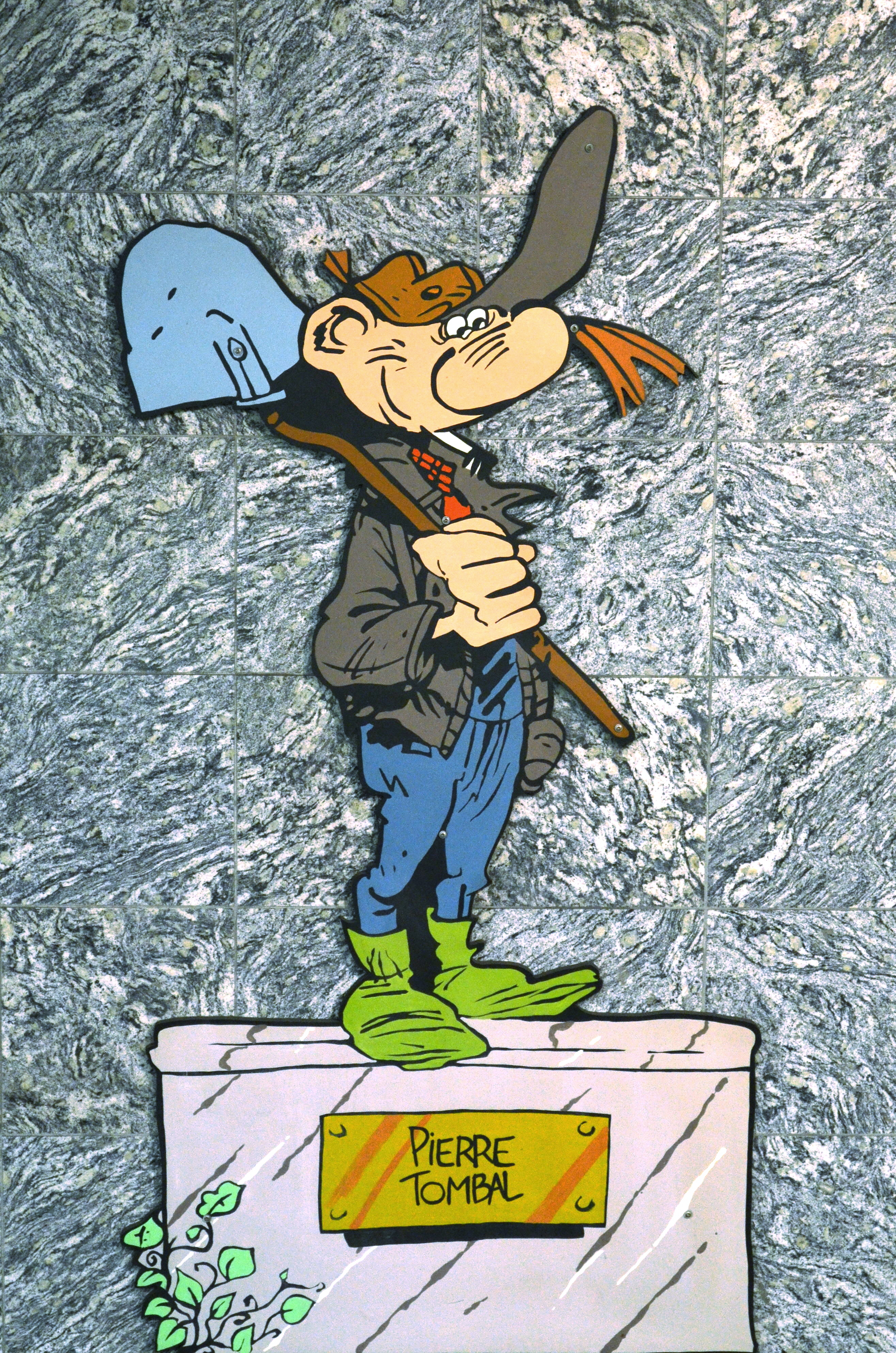
Pierre Tombal, dans la station de métro « Janson » à Charleroi.

Avec la mort accidentelle de Maurice Tillieux en 1978, Dupuis perd son scénariste le plus prolifique ; Raoul Cauvin, qui était déjà très présent, va le devenir de plus en plus ; dès 1984, Thierry Groensteen évoque « un auteur qui, pour être inégal, ne se révèle pas moins incontournable ». Après avoir travaillé entre 1979 et 1981 avec le très jeune Philippe Bercovici sur Les Grandes amours contrariées, planches humoristiques reprenant des couples célèbres, il lui crée, en 1981, Les Femmes en blanc, récits humoristiques en milieu hospitalier, qui est un nouveau succès, tout en introduisant « un humour grinçant inhabituel dans Spirou ».
En 1981, sa reprise de Spirou et Fantasio avec Nic, dessinateur issu de l'animation, laisse une impression plus mitigée ; bridé par ses éditeurs, Cauvin ne parvient pas à donner de la force aux trois histoires qu'il écrit et sa collaboration à la série cesse en 1983, lui laissant un très mauvais souvenir.
Ne se laissant pas abattre, il lance cette même année plusieurs séries :
- Pierre Tombal, avec Marc Hardy, première série publiée dans Spirou à se confronter aussi directement avec la mort. Il enchaîne alors les séries humoristiques en une page ou quelques-unes :
- Les Voraces, avec Glem, en 1985, qui réussit peu en album mais est publiée jusqu'en 1995 dans l'hebdomadaire ;
- Cédric, avec Laudec, en 1986, qui fait des débuts discrets avant de devenir dans les années 2000 un best-seller de Dupuis, à la suite d'une adaptation en dessin animé ;
- Cupidon, avec Malik, auteur à Spirou depuis 1971 auparavant connu pour ses bandes dessinées réalistes, en 1988.

Dans ces années, il crée également pour Robbedoes, version flamande de Spirou, une petite série semi-autobiographique et humoristique qu'il dessine lui-même, Zotico.
Hors de Spirou, il adapte pour Dupuis avec Nic Les Snorky, dessin animé populaire du début de la décennie. Ayant rompu son contrat d'exclusivité avec Dupuis en 1979, il crée pour Casterman en 1980 avec Louis-Michel Carpentier Les Toyottes.
En 1986, il se lance avec l'auteur dans un album d'un tout autre genre, L'Année de la bière, gags tournant autour d'un bistrot belge, reprise ensuite chez Dupuis sous le nom Du côté de chez Poje. Il scénarise également Raphaël et les timbrés pour Sandron dans Je bouquine à partir de 1984. Depuis 1975 et l'Agent 212, il a ainsi lancé une multitude de séries sur des univers professionnels, inaugurant ce qui allait devenir un courant de fond dans la bande dessinée à partir de la fin des années 1990. Il ne faisait pas de ces milieux un simple décor mais il s'en servait pour traiter des thèmes alors peu présents dans la bande dessinée pour enfants : la mort, la maladie, le voyeurisme, etc.

### Scénariste attitré deSpirou(années 1990)

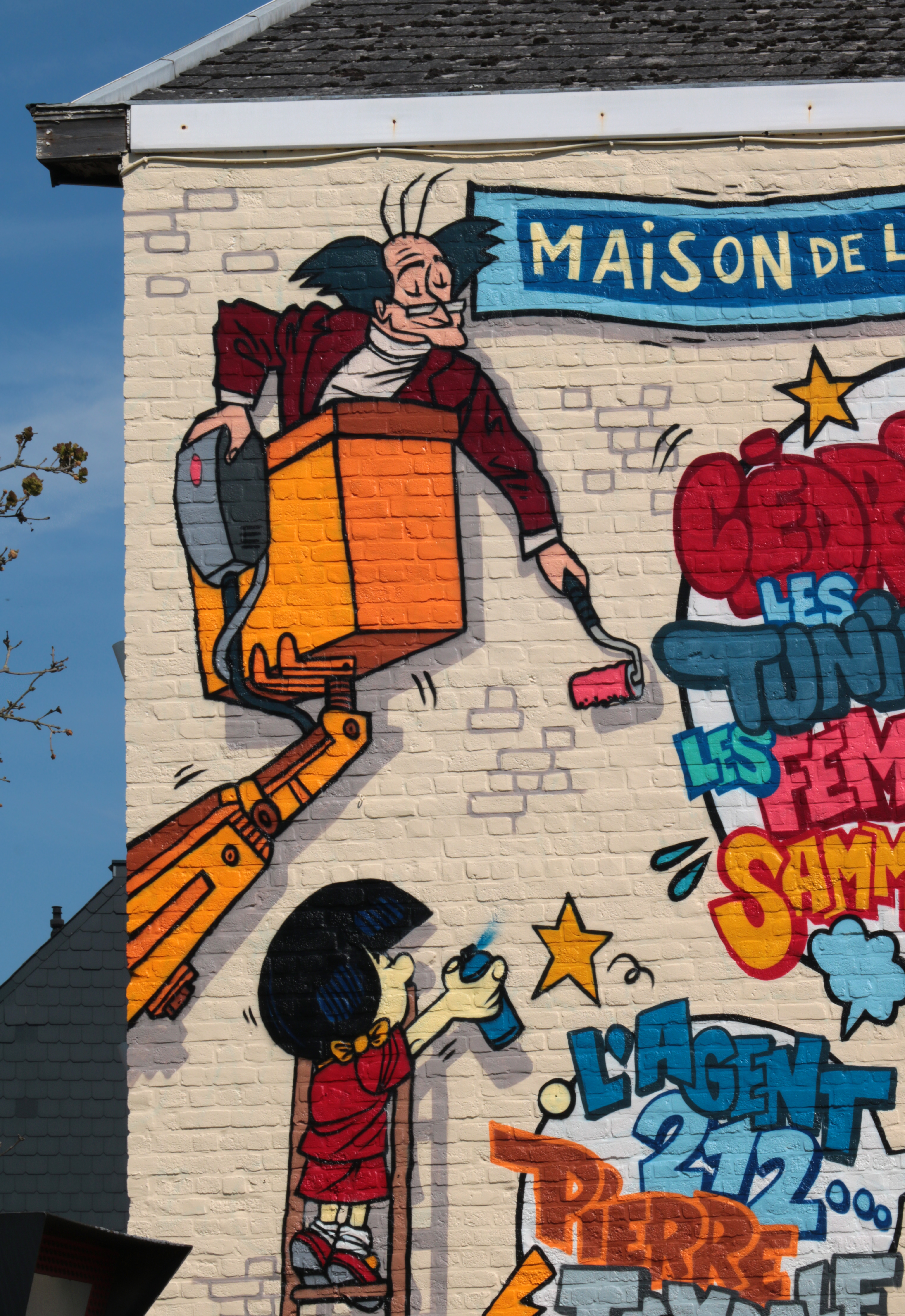
Les Psy
(Fresh Paint OLLN).

Scénariste de cinq séries de gags à succès, souvent présents dans l'hebdomadaire, ainsi que de deux séries à suivre phare du journal (Les Tuniques bleues et Sammy, ses autres séries à suivre ayant été arrêtées), Raoul Cauvin est à la fin des années 1980 le principal pourvoyeur de séries du magazine, qu'il continue à alimenter avec les titres suivants : 
- Les Psy, avec Bédu, commencée en 1992,
- Taxi Girl, série plus réaliste réalisée avec Laudec de 1992 à 1998, le succès grandissant de Cédric ainsi qu'un manque d'intérêt de la part des lecteurs causant son interruption ;
- Les Paparazzi, avec Mazel, 1993-2004, terminée à la suite également d'un manque de succès.

Son omniprésence dans la deuxième moitié des années 1990 (9 séries de récits courts) permet à la rédaction, dans l'une de ses animations running gag, de faire croire qu'il a pris le pouvoir sur l'hebdomadaire. C'est également à cette époque que lui sont consacrées deux monographies, très hagiographiques.
En 1993, il participe anonymement à la création de C.R.S = Détresse, série Dargaud s'intéressant à la vie peu étudiée des CRS, avant d'en devenir le scénariste officiel en 2000, à la suite du départ d'Erroc.
Le numéro 3026 de Spirou du 10 avril 1996 est presque entièrement réalisé par Cauvin et Zidrou. Il est écrit CAUVIN à la place du titre du journal et un concours propose de gagner en premier prix un poil de la moustache de Raoul Cauvin.

### Vétéran de la bande dessinée franco-belge (années 2000-2020)

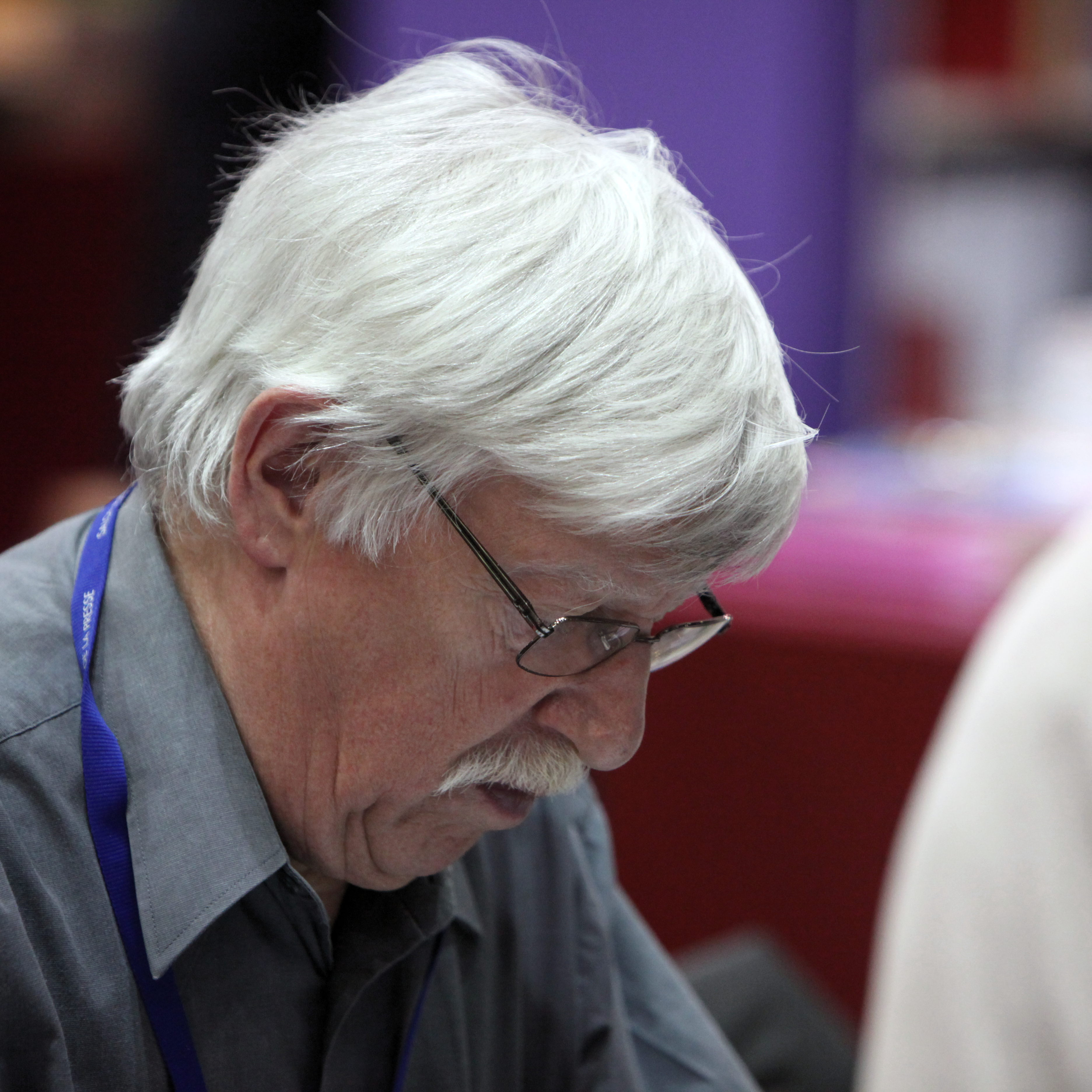
Raoul Cauvin en dédicace au Salon du Livre de Genève 2011.

Graduellement moins présent à partir du milieu des années 2000, à la suite de l'émergence de nouveaux scénaristes (comme Zidrou ou Jean-Louis Janssens), à l'arrêt de séries alors qu'il n'en crée pas de nouvelles, Raoul Cauvin reste cependant l'un des principaux scénaristes de Spirou, animant la plupart des séries datant de plus de quinze ans.
Alors qu'il n'avait plus créé de nouveauté depuis 1993, et que ses histoires tendaient à passer de plus en plus inaperçues, il écrit en 2008 Coup de Foudre pour David De Thuin, une histoire improbable entre une vache amoureuse et un taureau transsexuel, prélude à une nouvelle série. Au ton différent de ses gags hebdomadaires humoristiques ou des Tuniques bleues, l'histoire est remarquée par la critique, mais seuls deux albums sortiront.
Très discret dans les médias, tout en restant disponible notamment via son blog, sa présence dans le catalogue Dupuis depuis 1972 lui permet en 2002 d'atteindre les quarante millions d'albums vendus, ce qui fait titrer au Journal du dimanche « L'inconnu aux 40 millions d'albums », puis, en 2006, les quarante-cinq millions, avec deux séries dans le top 20 des ventes de séries de bande dessinée. En 2010, le dernier Cédric et le dernier Tuniques bleues sont aux 26e et 28e places des albums les plus vendus en France.
L'année 2016 est marquée par la sortie du dernier album de Pierre Tombal, après trente ans d'existence et autant d'albums.
Pour ses 70 ans, il se voit honoré par un numéro spécial de Spirou, le 3676 du 24 septembre 2008.
Pour ses 75 ans en septembre 2013, les médias annoncent son départ à la retraite, mais le rythme de parution de ses séries phares reste inchangé. En mars 2016 sort une nouvelle série intitulée Le Bâtard des étoiles, dessinée par Curd Ridel. Cette série est soutenue par des internautes via le principe du financement participatif, au sein de la maison d'édition Sandawé.
Ses 80 ans sont fêtés dans le numéro 4198 de Spirou du 26 septembre 2018.
Début 2019, il est annoncé dans le numéro 4425 de Spirou que la série Les Psy se conclut sur le tome 22, intitulé Vive la retraite !. Le scénariste se concentrera désormais sur Les Tuniques bleues et Cédric, son classique Les Femmes en blanc étant aussi arrêté par l'éditeur, en raison d'une érosion des ventes.
En septembre 2019, le site Créabulle annonce que Raoul Cauvin abandonne également sa série Les Tuniques bleues, l'auteur estimant en avoir fait le tour. En octobre 2020, la 65e aventure des Tuniques Bleues est sortie avec Jose Luis Munuera au dessin et le couple de scénaristes surnommé «Béka», sans Lambil par conséquent. Le 64e album, scénarisé par Cauvin, a pris du retard sous le crayon de Lambil celui-ci étant sous le choc de cette nouvelle. Raoul Cauvin, qui détenait les droits d'auteur avec les héritières de Salvérius, premier dessinateur de la série, a revendu ses droits aux éditions Dupuis. Afin de conserver le rythme d'une publication par an, Dupuis a choisi d'autres auteurs. Lambil achèvera l'album scénarisé par Raoul Cauvin qui sera publié en 2021 sous le numéro 64.
En mai 2021, il annonce être atteint d'un cancer incurable, ne lui laissant que quelques mois à vivre. Il meurt le 19 août 2021, à l'âge de 82 ans,,.

## Méthodes de travail
Pensant qu'il est plus facile de tirer son inspiration du quotidien (selon lui, un bon scénariste doit avant tout « pouvoir s'intéresser aux autres, étudier leur comportement »), Cauvin se tient assez éloigné du milieu de la bande dessinée : lecteur régulier de la presse, il a conservé jusqu'aux années 1980 un travail salarié de responsable du laboratoire photo de Dupuis, et allait régulièrement à des clubs de billards, afin de côtoyer d'autres milieux. De même, afin de ne pas être trop influencé par les travaux d'autres scénaristes, il lit peu de bandes dessinées, ou alors elles n'ont rien à voir avec ce qu'il fait : ainsi, il déclare en 1984 que ses auteurs préférés sont Reiser, Pratt, Tito et Jan Bucquoy.
Lorsqu'il s'agit de créer une série, il est le plus souvent contacté par des dessinateurs (Mazel pour Câline et Calebasse, Salvérius pour Les Tuniques bleues, Kox pour L’Agent 212). Mais il a pris l'initiative pour Les Femmes en blanc, Pierre Tombal ou Godaille et Godasse. Pour la rédaction même des scénarios, Cauvin a une méthode célèbre : il s'allonge sur un divan, et au bout de quelques heures pour un gag, quelques jours pour une histoire à suivre, il a son scénario tout prêt. Il ne lui reste plus qu'à faire un découpage détaillé (où les positions des personnages sont croquées) et à l'envoyer au dessinateur.

## Analyses

### Une nouvelle façon de concevoir la bande dessinée grand public
Scénariste franco-belge classique, le travail de Cauvin a cependant certaines caractéristiques qui permettent d'expliquer son succès. S'il est vrai que ses histoires sont rarement originales dans leur déroulement, qu'il est limité par sa spécialisation dans la bande dessinée grand public (enfantine ou non), et que certains archétypes sont très souvent employés (le tandem à la Laurel et Hardy), Cauvin se démarque de ses confrères par sa volonté de « transmettre et faire partager des idées et des craintes personnelles » au-delà du cadre primaire des bandes dessinées à message. Ainsi, il a été le premier à aborder dans la bande dessinée enfantine franco-belge l'antimilitarisme, la mort, la maladie, la liberté individuelle « de manière aussi audacieuse en même temps que juste ».

### Un auteur mal aimé de la critique
Scénariste pléthorique, spécialisé dans la bande dessinée de genre pour enfants, Raoul Cauvin est généralement mal vu de la critique : ainsi, lorsqu'il s'est mis à signer au début des années 1980 les albums qu'il réalisait anonymement peu auparavant (Lou et Les Toyottes), des critiques ont immédiatement écrit que les deux séries avaient baissé en qualité. Cependant, lui-même disait en 1984 : « J'écrivais des séries commerciales sans grande envergure mais bien faites. […] Difficile de se remettre en question quand tout marche bien. »
Cependant, lorsqu'il scénarise les albums de Spirou au début des années 80, les trois tomes sont un sévère échec critique et commercial, qui conduira Dupuis à lui retirer la série[réf. nécessaire].

## Œuvres publiées

### Albums

#### One shots

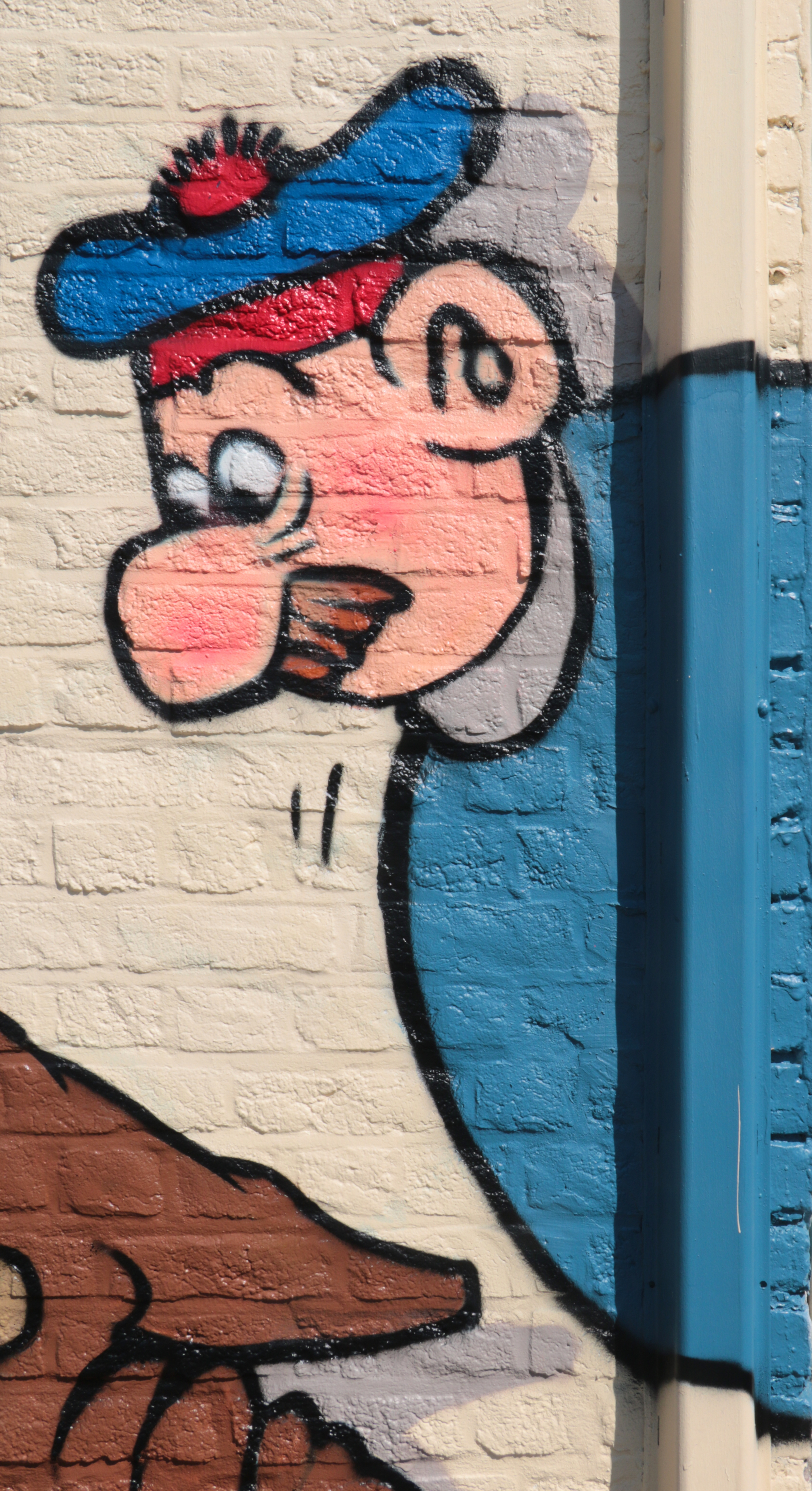
Les Naufragés
(Fresh Paint OLLN).

- Astérix et ses amis, Albert René, 2007
Scénario et dessin : collectif - récit La Communication selon les Gaulois par Cauvin et Laudec
- Ce qu’il faut savoir avant de pratiquer des… sports de compétition, Dupuis, 2012
Scénario : Raoul Cauvin - Dessin : Philippe Bercovici -  (ISBN 978-2-8001-5522-7)
- Fontenoy, Les Archers, Bruxelles, 1987
Scénario : Raoul Cauvin - Dessin et couleurs : Robert Lebersorg -  (ISBN 2-87144-016-6)
- Les Grandes Amours contrariées[28], Dupuis, coll. « Carte blanche », 1982
Scénario : Raoul Cauvin - Dessin : Philippe Bercovici
- Loryfiand et Chifmol, Le Coffre à BD, 2008
Scénario : Raoul Cauvin - Dessin : Serge Gennaux
- Les Naufragés, Glénat, 1976
Scénario : Raoul Cauvin - Dessin : Claire Bretécher - Couleurs : noir et blanc
- Snorkels, S.EP.P., 1982
Scénario : Raoul Cauvin (non crédité) et Nic Broca - Dessin : Nic Broca
- Vacances manquées, Noir Dessin, 1995
Scénario : Raoul Cauvin - Dessin : Arthur Piroton
- Zotico, P & T Production, 1997
Scénario et dessin : Raoul Cauvin - Couleurs : noir et blanc -  (ISBN 2-87265-069-5)

#### Séries
Raoul Cauvin est scénariste de toutes ces séries et ses collaborateurs sont uniquement dessinateurs.

### Collectifs
- Les Amis de Buddy Longway[58], Le Lombard, coll. « Phylactère », Bruxelles, avril 1983
Scénario : collectif dont Cauvin - Dessin et couleurs : collectif -  (ISBN 2-8036-0042-0)
- Catalogue imaginaire[59], Dupuis, Marcinelle, 1985
Scénario : collectif dont Cauvin - Dessin et couleurs : collectif,Hors commerce. Tirage limité à 1000 exemplaires.
- L'Oiseau de la paix[60], Association du livre de la paix, janvier 1986
Scénario : collectif dont Cauvin - Dessin et couleurs : collectif - 40 auteurs réunis pour un album pour la paix,40 auteurs réunis pour un album pour la paix.
- 1. Parodies - ... par leurs vrais auteurs !, M.C. Productions, Toulon, octobre 1987
Scénario : collectif dont Cauvin - Dessin : collectif - Couleurs : quadrichromie -  (ISBN 2-907143-02-6),Participation : Pierre Tombal (2 planches)
- Rencontres obliques[61], Le Lombard, octobre 2018 (ISBN 9782803672363).

### Revues et journaux

#### DansSpirou
- Manque de pot, mini-récit avec Charles Degotte, 1964.
- Le Gâteau du roy, mini-récit avec Charles Degotte, 1965.
- Récits courts avec divers auteurs, 1965-2007.
- Arthur et Léopold, avec Carlos Roque, 1968-1969.
- Naufragés (bande dessinée), avec Claire Bretécher, 1968-1971.
- Loryfiand et Chifmol, avec Serge Gennaux, 1968-1973.
- Tuniques bleues, avec Salvérius (jusqu'en 1972) et Lambil (depuis), 53 histoires à suivre et 34 récits courts (63 albums) 1968-2021.
- Clinique Azimuth, mini-récit avec Vittorio, 1969.
- Les Incompatibles : Chikagogo 1911, mini-récit avec Eddy Ryssack, 1969.
- Câline et Calebasse (devient en 1974 Les Mousquetaires), 11 histoires à suivre et cinq récits courts, avec Mazel, 1969-1978.
- Mirliton, avec Raymond Macherot, 1970-1975.
- Sammy, avec Berck (jusqu'en 1994) et Jean-Pol (depuis), 43 histoires à suivre, 1970-2009.
- Les Naufragés de l'espace, avec Guy Counhaye, 1973-1978.
- Pauvre Lampil, avec Lambil, 1973-2007.
- Le Vieux Bleu, avec François Walthéry, cinq récits courts et une histoire à suivre, 1974-1979.
- L'Agent 212, avec Daniel Kox, 1975-2013.
- Christobald, avec Antoinette Collin, 1975-1978.
- Godaille et Godasse, avec Jacques Sandron, seize récits courts et seize histoires, 1975-1986.
- Boulouloum et Guiliguili (devient en 1983 Les Jungles perdues), avec Mazel, 15 récits courts et 11 histoires à suivre, 1975-1987.
- Les Grandes Amours contrariées, avec Philippe Bercovici, 1979-1981.
- Les Femmes en blanc, avec Philippe Bercovici, 1981-2020.
- Spirou et Fantasio, avec Nic, trois histoires à suivre, 1982-1983.
- Pierre Tombal, avec Marc Hardy, 1983-2013.
- Les Voraces, avec Glem, 1985-1995.
- Jess Long, avec Arthur Piroton, deux récits courts et une histoire à suivre, 1985-1989.
- Cédric, avec Laudec, 1986-.
- Cupidon, avec Malik, 1988-2011.
- Les Psy, avec Bédu, 1992-2014.
- Taxi Girl, avec Laudec assisté de Michel Chantraine, 1992-1998.
- Les Paparazzi, avec Mazel, 1993-2004.
- Coup de foudre, avec David De Thuin, deux histoires à suivre, 2008-2010.

Raoul Cauvin a ponctuellement fourni quelques scénarios pour des séries dont il n'était pas le scénariste habituel de 1970 (un scénario pour Angélique, de Carlos Roque) à 2004 (quatre gags de Cactus Club, avec Philippe Bercovici, gags de Boule et Bill nos 422, 694, 695, 790, 803, 808 et 809 de Roba).

#### Autres magazines
- Une courte histoire des Tuniques bleues dans Super Tintin-Coups de Foudre en 1983.
- Un gag de Pierre Tombal a été publié dans Circus en 1987.
- Des bleus et des bosses, aventure des Tuniques bleues a été publié dans Pif Gadget en 1992.
- Cédric a été publié dans Le Journal de Mickey dans les années 2000.

## Hommages
En guise de clôture du festival de street art Fresh Paint OLLN, la façade de la Maison de la Citoyenneté, située 15 rue des Deux-Ponts à Ottignies, est ornée en avril 2023 par le collectif Farm Prod d'une fresque qui rend hommage à Raoul Cauvin, qui fut membre du jury du « Prix Diagonale BD » organisé par la Ville. L'échevin de la culture d'Ottignies-Louvain-la-Neuve rappelle que Raoul Cauvin a été un des membres fondateurs de ce prix créé par la Ville d'Ottignies-Louvain-la-Neuve : « Comme il était membre du jury, il n'a pas pu obtenir le prix. Le prix Diagonale, devenu prix Rossel, a pris tellement d'ampleur qu'il a dépassé les frontières de notre commune. Nous l'avons délaissé et demandé à la province du Brabant wallon si elle était prête à migrer son intervention financière vers le street art. Nous avons reçu une réponse positive ».
Sur cette fresque, les membres du collectif Farm Prod ont représenté Raoul Cauvin lui-même, sous les traits du grand-père de Cédric assis sur un échafaudage, un carnet à la main, entouré des personnages des bandes dessinées dont il fut le scénariste :  Cédric, l'Agent 212, les Tuniques bleues, les Femmes en blanc, Cupidon, Sammy, Pierre Tombal, Les Psy, les Voraces, Les Naufragés, etc.. Plusieurs de ces personnages sont en train de réaliser une fresque, avec un pinceau, un rouleau, un spray ou un pot de peinture à la main.
« Nous n'avons jamais rencontré Raoul Cauvin mais nous avons vécu avec ses héros sans savoir qu'ils venaient tous du même scénariste. L'Agent 212, Cédric et les Femmes en blanc faisaient partie de la bibliothèque familiale » explique Guillaume Desmarets, du collectif Farm Prod : « Nous avions d'abord pensé faire un portrait. Mais ça ne pouvait pas convenir pour l'homme discret qu'il était. Le projet que nous avons retenu laisse plus de place à l'imaginaire.  C'est aussi un hommage au street art, par le fait que les personnages sont en train de peindre sur un mur »,.
La fresque est inaugurée le 23 juin 2023 en présence de la famille de Raoul Cauvin, de ses amis dont le scénariste et dessinateur de bande dessinée Bernard Hislaire (Yslaire), des artistes du collectif Farm Prod, de l'échevin de la culture d'Ottignies-Louvain-la-Neuve, de représentants des éditions Dupuis et du président du Collège provincial du Brabant wallon,. Éric Cauvin, le fils du scénariste, et son épouse Isabelle sont émus : « Je suis très fier, je trouve que la fresque est magnifique. Cela me fait vraiment plaisir qu'on pense à mon père et à tout ce qu'il a fait. Nous avions vu le projet mais pas la réalisation. C'est gai, lumineux, joyeux ! »,.
La fresque d'Ottignies s'ajoute à d'autres hommages rendus au scénariste comme le square Raoul Cauvin à Antoing (la ville natale du scénariste), les rond-points « Tuniques Bleues » et « Godaille et Godasse » à Tamines, la statue de l'Agent 212 à Middelkerke ainsi que plusieurs vitrines du musée du sport et de la BD dans les couloirs du complexe sportif de Blocry,.

Hommage à Raoul Cauvin sur la façade de la Maison de la Citoyenneté à Ottignies
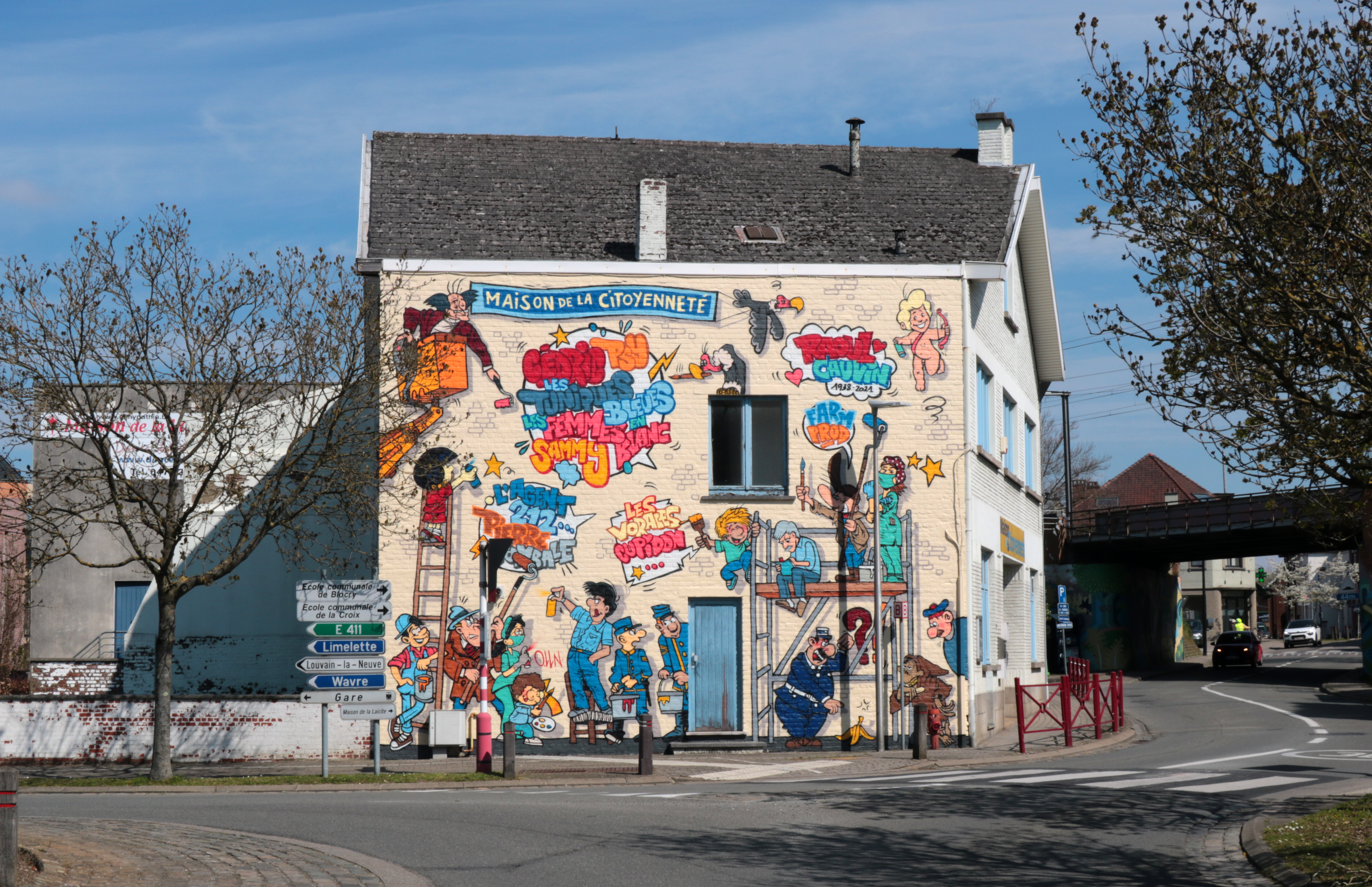
La Maison de la Citoyenneté à Ottignies.
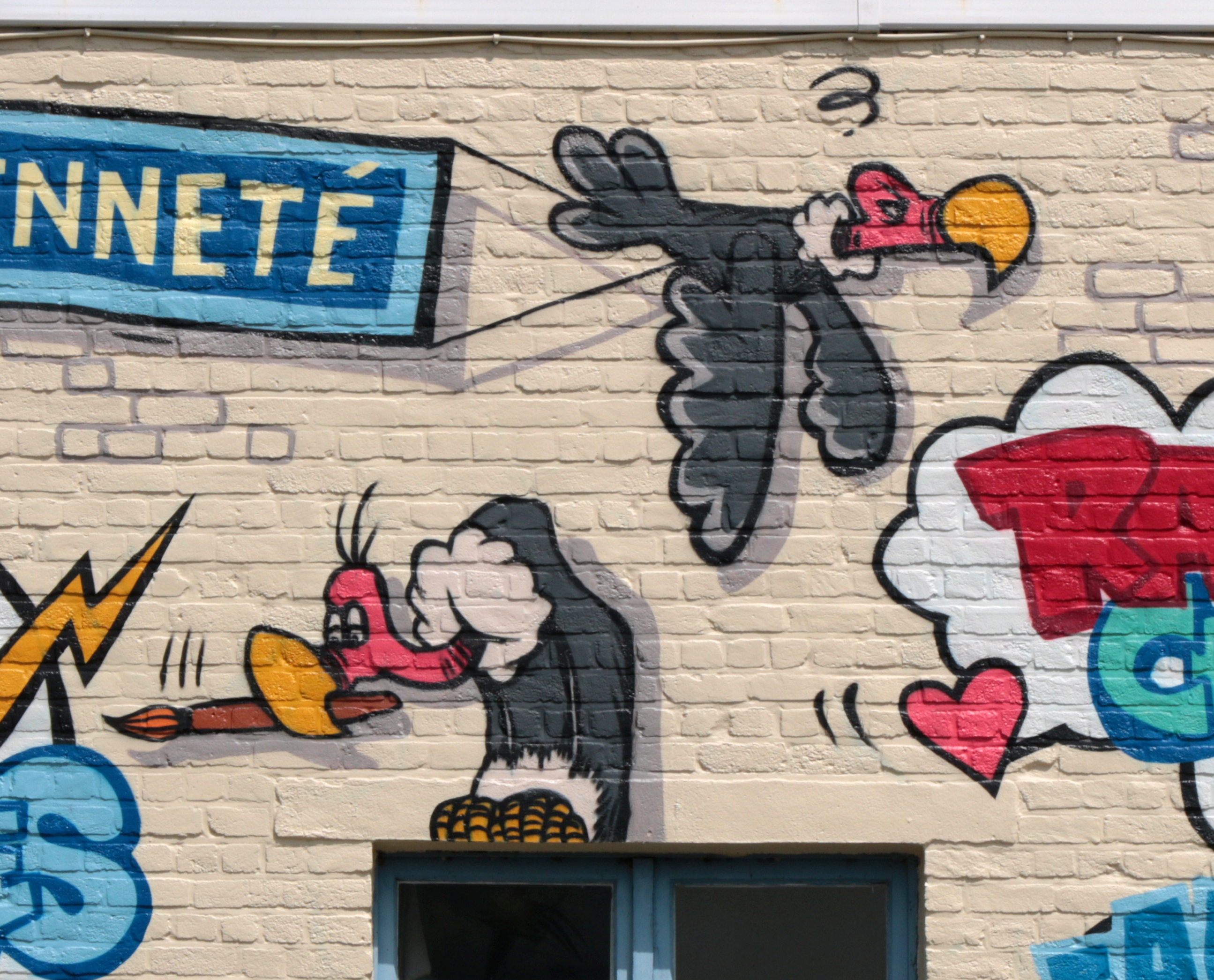
Les Voraces.
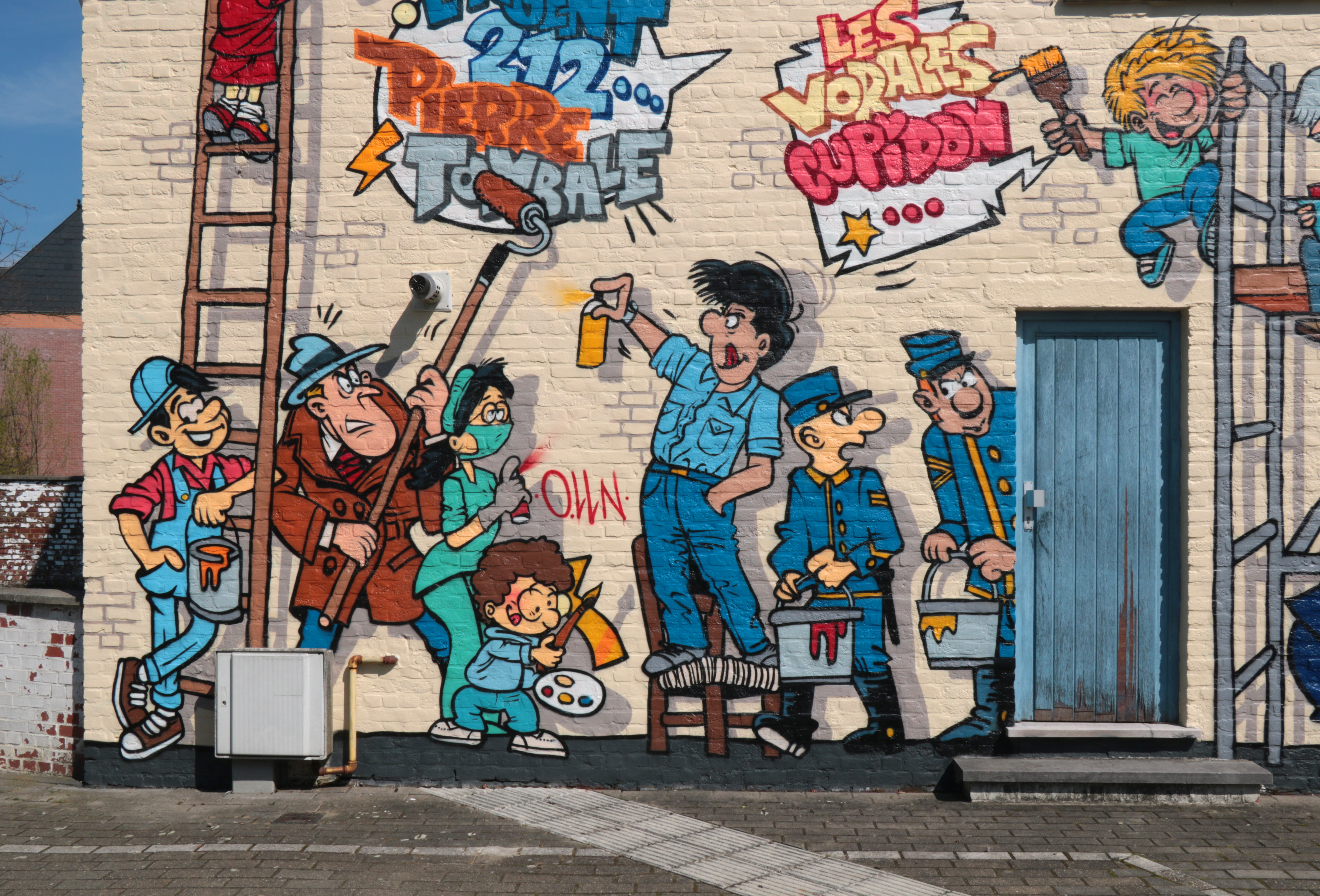
De Sammy à Cédric.
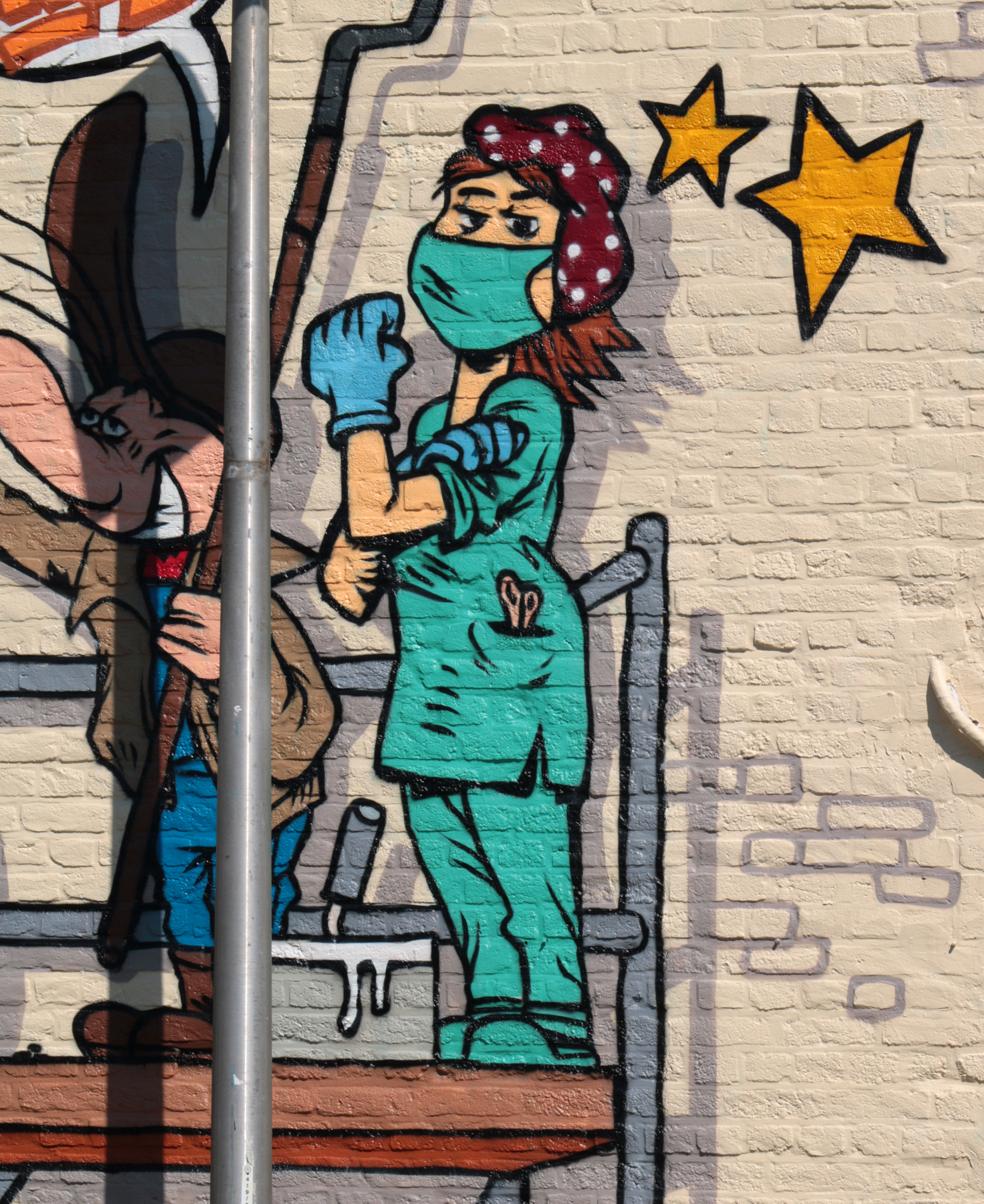
Les Femmes en blanc.
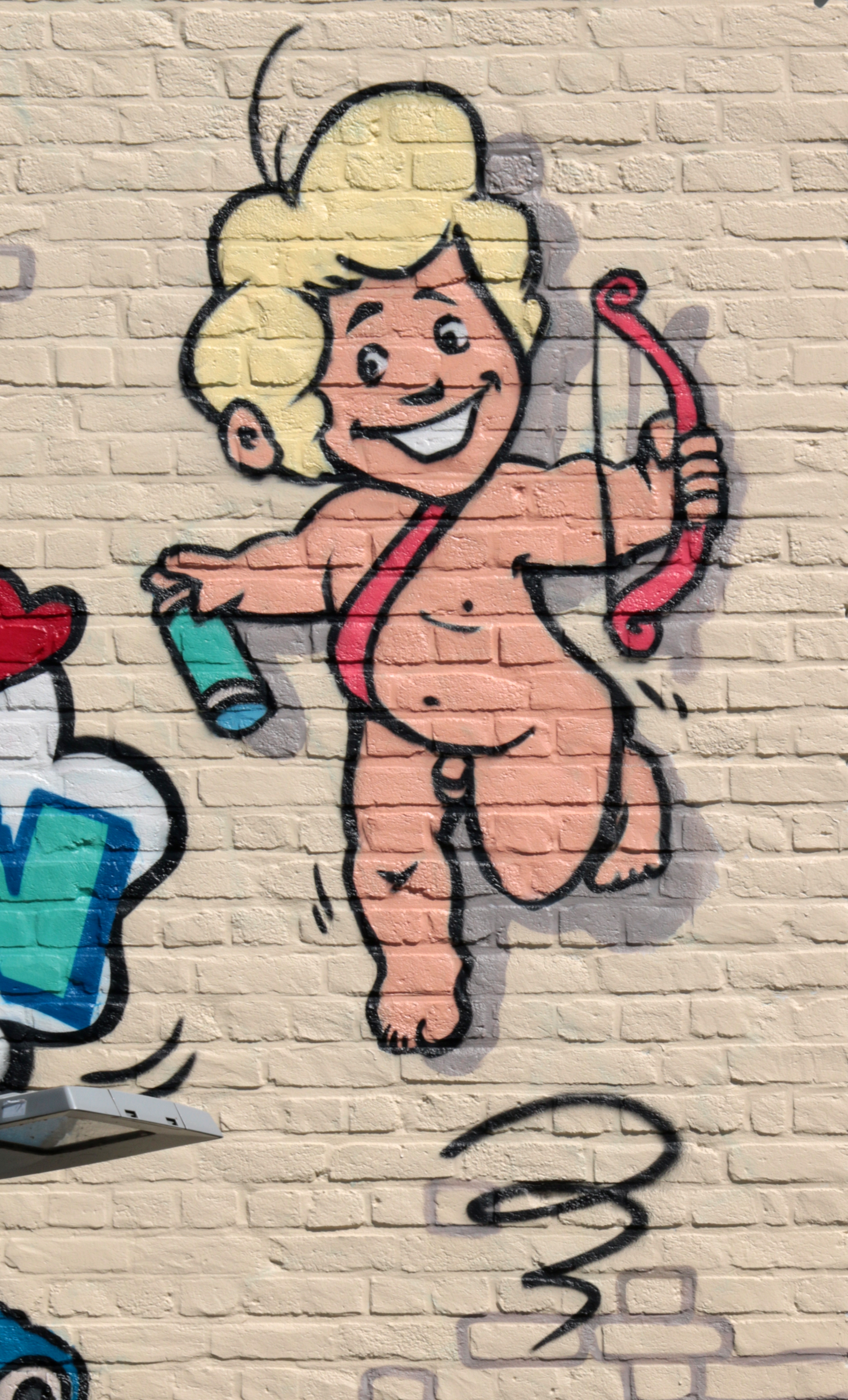
Cupidon.

## Réception

### Distinctions
- 2013 :   Chevalier de l'ordre des Arts et des Lettres[67].

### Prix et récompenses
- 1972 :  prix Saint-Michel[67] du meilleur scénariste humoristique pour Du Nord au Sud (Les Tuniques bleues) ;
- 1975 :  prix Saint-Michel[67] du meilleur scénario humoristique pour Les Gorilles font les fous (Sammy, t. 6) ;
- 1976 :  prix du scénariste étranger[67] au festival d'Angoulême[68] ;
- 1977 :  prix Saint-Michel[67] du meilleur scénario humoristique pour l'ensemble de son œuvre ;
- 1993 :  prix Cori décerné par le festival de Maisons-Laffitte[69] ;
- 1995 :  prix spécial décerné au festival Bulle en Nord à Lys-lez-Lannoy pour l'ensemble de son œuvre[70] ;
- 1998 :  prix jeunesse décerné par le Festival d'Illzach pour L'Agent 212 partagé avec Daniel Kox[71] ;
- 1999 :  prix pour l’ensemble d’une œuvre au Festival international de la bande dessinée de Chambéry[72] ;
- 2003 :  prix Évasion, décerné par les jeunes détenus de la maison d’arrêt de Chambéry au Festival international de la bande dessinée de Chambéry[73] pour CRS=Détresse t. 11 partagé avec Achdé ;
- 2007 :  Crayon d'or au Festival de bande dessinée de Middelkerke à Middelkerke avec Laudec pour Cédric[74] ;
- 2008 :  Grand Prix Saint-Michel[67], pour l'ensemble de son œuvre.

### Postérité
En 2021, le site BD Gest' le fait entrer dans le panthéon de la BD par le Hall of Fame franco-belge.